# Paul B. Johnson, Jr.
Pour les articles homonymes, voir Johnson.
Paul Burney Johnson, Jr., né le 23 janvier 1916 à Hattiesburg (États-Unis) et mort le 14 octobre 1985 dans cette même ville, est un avocat et homme politique américain.
Démocrate, il est le 53e gouverneur de l'État du Mississippi (1964–1968). Son père, Paul B. Johnson, Sr. (en), est le 46e gouverneur de cet État (1940-1943).
Son mandat est marqué par la tension liée à la question de la ségrégation raciale et des droits civiques dans cet État du sud des États-Unis. C'est par exemple à cette période qu'ont lieu les meurtres de la Freedom Summer et que la Mississippi State Sovereignty Commission est la plus visible.

## Biographie
Il a étudié à l'université du Mississippi. 